# Phantasy Star Online Episode III: C.A.R.D. Revolution
Phantasy Star Online Episode III: C.A.R.D. Revolution est un jeu de rôle en ligne massivement multijoueur sorti sur GameCube en 2003 au Japon, puis en 2004 en Europe et aux États-Unis. C'est le 3e épisode jouable en ligne de la série Phantasy Star.
Contrairement aux deux premiers épisodes qui constituent des jeux de rôles traditionnels dans le genre Porte-monstre-trésor, ce troisième opus renouvelle totalement le gameplay et se rapproche plus d'un jeu de carte. Le joueur peut également choisir un camp, celui des Hunters (côté héros) et celui des Arkz (l'autre côté). Cet épisode est une exclusivité GameCube.

## Trame

### Accroche
Ce monde est au bord de la destruction. La population de la planète Coral s'apprête à émigrer vers une nouvelle planète et à découvrir les secrets d'une source d'énergie inconnue appelée "Photon". Après la découverte de la planète Ragol, le vaisseau spatial Pioneer 2 a été envoyé pour la coloniser. À son arrivée, un "incident" s'est produit sur la planète, mais personne ou presque n'en a rien su. 21 ans se sont écoulés et la population n'a toujours pas été autorisée à s'installer sur Ragol. La vie suit son cours à bord du vaisseau Pioneer 2 sans que ses occupants ne soupçonnent que leur survie et celle de Ragol dépendent des luttes de pouvoir qui se livrent sous la nouvelle autorité appelée Principal Government. Pendant ce temps, Pioneer 2 poursuit son orbite silencieuse autour de la planète...

### Scénario
Dans cet Episode 3, la planète Ragol n'a toujours pas été colonisée. Le nouveau gouvernement utilise une nouvelle énergie découverte pour exploiter une nouvelle technologie appelée C.A.R.D (Compressed Alternate Reality Data ou données compressées de la réalité alternative), afin de stocker plus facilement les armes et autres et pour exploiter plus efficacement la planète. Le gouvernement a choisi une équipe de Hunters afin d'explorer, de rechercher et de capturer les Arkz, une fraction rebelle. Les Hunters ayant déjà fait leur preuve par le passé. 
Les Arkz ont été fondés par un homme mystérieux connu sous le nom de RED. Ils essayent d'intercepter et de détruire les plans du gouvernement pour empêcher ce dernier à surexploiter la planète. Ils sont également contre cette technologie de C.A.R.D qu'ils trouvent instables et dangereuse. Les Arkz ont cependant volé les plans de cette technologie afin d'avoir une arme similaire pour se défendre contre les Hunters. 
Cependant, l'origine de la nouvelle énergie est inconnue. Les deux camps appellent cette source la Grande Ombre. Les Hunters et les Arkz vont essayer de découvrir son origine.
Dans les deux factions, chaque personnage a ses propres objectifs et aspirations. En jouant dans ces deux camps, le joueur découvre deux aspects différents de l'histoire. Lorsque les deux côtés de l'histoire sont remplis, l'un après l'autre, on découvre que le gouvernement, tout en expérimentant la nouvelle source d'énergie et avec la technologie du clonage, tente de créer des bio-soldats avec le code génétique des filles jumelles décédées de RED. 
Le boss final pour le côté des héros est une mutation génétique appelée Pollux. Tandis que pour les Arkz, il s'agit du clone mutant pris de l'ADN de l'autre jumelle, Castor. Après avoir terminé les deux scénarios et après avoir vaincu les deux boss, il y a le boss final Amplam Umbra, qui est en fait la source de cette nouvelle énergie, la Grande Ombre. 
Une fois la source détruite, Pioneer 2 se pose enfin sur Ragol, et la colonisation de la planète commence.

### La planète Ragol
Ci-dessous, les principaux lieux visités. Dans ce jeu, il s'agit en fait de différents échiquiers où se dérouleront les combats.
- Morgue : À bord de Pioneer 2, la Morgue correspond au C.A.R.D. Technology Research Laboratory. Compte tenu des récents progrès de cette technologie, l’installation s’est largement imposée et ne cesse de se renforcer. Ce labo est géré par le chef Pentaglass.
- R-Base : Le quartier général des Arkz, quelque part sur Ragol (l'endroit exact doit rester inconnu des Hunters), dirigés par un certain Red (il ne révèle pas son vrai nom).
- Unguis Lapis : Cette zone est entourée de falaise et de forêts et n’a pas été explorée aussi méticuleusement que les autres régions de Ragol. Elle semble être remplie de fossiles d'anciennes espèces de Ragol.
- Lupus Silva : Après la destruction de Pioneer 1, la zone entière a été reconstruite sous forme de monument. La population indigène décline, mais autrefois c’est ici que la bataille des hunters de Pioneer 2 faisait rage.
- Mortis Fons : Cet endroit touristique de Ragol est connu pour ses sources chaudes. Ses eaux ont un effet bénéfique sur toute la végétation environnante.
- Molae Venti : Zone propice à la récolte de Photon. En effet, un gisement s’y trouve. C’est ici, grâce à une station de rectification, que le photon est récolté pour Pioneer 2.
- Nebula : Point culminant de l'île de Gal Da Val sur Ragol. Idéale pour observer les environs et admirer les oiseaux.
- Tener Sinus : L’endroit le plus beau de l’île de Gal da Val grâce à ses plages magnifiques. Cette zone est très prisée pour les futurs résidences pour les habitants de Pioneer 2.
- Tower of Caelum : La tour est un mécanisme de transport construit sur Ragol par Pioneer 1, de même que le Central Dome. Ce système permet d’envoyer de vastes quantités de matières dans la haute atmosphère et peut être ainsi récupérées par Pioneer 2.
- Via Tubus : Tout comme la Tour de Caelum, ce moyen de transport High-Tech permet de transporter une grande quantité de matière, mais à travers la planète Ragol.
- Dolor Odor : Endroit très dangereux découvert il y a peu de temps par Pioneer 2. Les murs y ont l’air vivant.
- Ravum Aedes Sacra : Lieu récemment découvert à l'instar de Dolor Odor, il est également appelé le "temple blanc". L'endroit semble être constitué de ruines de pierres noires gigantesques, enveloppées dans une brume blanche épaisse. Le ciel y est également couvert de nuages blancs. Il semble que le temple ait été le lieu où vivait une ancienne civilisation de Ragol. Lorsque l'endroit est découvert, avant de pouvoir commencer quelque étude que ce soit, les chercheurs ont réveillé une des antiques armes de cette civilisation : Leukon Knight, qui est le premier boss du jeu, que ce soit du côté Hunters ou des Arkz (le deck de Leukon Knight change légèrement selon le camp du joueur).

## Système de jeu
Le joueur incarne un commandant, dont il crée l'apparence à l'aide d'un éditeur reprenant les principes des premiers épisodes de la série Online. Ce commandant envoie au combat d'autres personnages, les Personnages Histoire (ses subordonnés), avec des objets et créatures que des cartes permettent de transformer. Le joueur devra utiliser les caractéristiques de chaque Personnages Histoire, les fonctions des différentes cartes, les dés et les stratégies de ses ennemis pour remporter la victoire. Après chaque partie, le joueur récupère de nouvelles cartes. Il peut ainsi modifier les Decks de ses Personnages Histoire.
Après l'écran de titre, le joueur a le choix entre deux camps : les Hunters (Heroside) et les Arkz (Darkside). Le scénario change suivant le camp choisi. En terminant le jeu avec ces deux derniers, le véritable boss de fin fera son apparition et avec lui la toute fin de la série Phantasy Star Online.
La façon de jouer change suivant si le joueur a choisi les Hunters ou les Arkz. Les Hunters utilisent des armes et des boucliers pour vaincre leurs ennemis. Tandis que les Arkz envoient des monstres sur leurs adversaires.
Après avoir sélectionné son personnage et son camp, le joueur peut se connecter sur le mode Hors Ligne ou En Ligne. En Hors Ligne, le joueur peut suivre le scénario du jeu. Il s'agit en fait d'un mode Histoire. Contrairement aux épisodes précédents, ce mode est complété par de nombreuses scènes de dialogues et de storyboard.  
En mode En Ligne, le joueur ne participe pas au mode Histoire, mais il y a d'autres modes de jeu. Il peut par exemple participer à des tournois de carte ou de simples matchs individuels. Il peut aussi visionner les combats d'autres joueurs et les encourager. Chaque joueur se connectant en ligne fait partie d'un classement par continent (un joueur européen restera sur le classement européen).

### Le combat
Chaque joueur a pris soin de préparer son Deck, c'est-à-dire son personnage histoire avec son paquet de cartes. Les combats se font soit de façon individuelle, soit en équipe et le combat se déroule sur un échiquier dans des environnements connus de Ragol et de Gal Da Val, chacun ayant sa propre configuration de cases. Si le joueur est un Hunter, ses cartes vont servir à équiper son personnage histoire d'armes et de boucliers. S'il est Arkz, le personnage histoire placera des monstres sur l'échiquier et pourra les envoyer sur son adversaire. Les autres types de cartes sont propres aux actions.
Chaque joueur joue à son tour dans un round qui se déroule en six phases : 
- Dice (Lancer de dés) : Ils donnent au joueur des points d'attaque et de défense.
- Set (Invocation de cartes) : Le joueur choisit les cartes à placer sur le terrain en fonction des points obtenus. Le Hunter s'équipe et le Arkz place des monstres sur le terrain.
- Move (déplacement) : Le joueur peut ensuite se déplacer, là aussi en fonction des points qui lui reste. Le Arkz peut également déplacer les monstres.
- Act (Phase d'attaque) : En fonction des points d'attaque, il est possible suivant les cartes d'en accumuler plusieurs et d'effectuer un combo. On voit les effets de ses actions au travers de séquences cinématiques.
- Def (Phase de défense) : Avec les points de défense restant, le joueur peut lancer une carte de défense (sauf s'il reste 0 points). En cas de partie par équipe, le second joueur peut prêter main-forte au premier joueur en difficulté.
- Draw : Enfin il est possible de jeter des cartes devenues inutiles et d'en piocher de nouvelles dans le deck.

La victoire s'obtient en sélectionnant bien son deck, en jouant stratégiquement, en étant bien positionné et en ayant de la chance avec les dés. Dès qu’un joueur perd ses HP (points de vie), la partie est terminée.

### Les serveurs en mode Online
Les ships (nom de serveurs) sont identiques à ceux de Phantasy Star Online: Episode I and II version GameCube.
Les joueurs Episode III se retrouvent dans de tous nouveaux lobbies (zone d'accueil) mais peuvent aussi accéder à ceux de l'épisode précédent pour croiser les autres joueurs jouant à l'Episode I and II, sans pouvoir jouer avec ces derniers.
Dans les lobbies Episode III, les joueurs peuvent gérer leurs decks, s'installer à une table de jeu et commencer un match directement ou créer une partie. Ils peuvent également s’inscrire aux tournois qui rapportent des mesetas (la monnaie du jeu) et de l’expérience. Cela permet aussi au joueur d’augmenter son rang. Effectivement, chaque joueur possède un rang suivit d’un titre. Ce rang est valable que dans son propre continent, puisque le nombre de joueurs est différent aux États-Unis et au Japon.
Toujours dans les lobbies, il y a la possibilité de dépenser les mesetas dans un juke-box et ainsi faire écouter à tous les joueurs présents une musique venant tout droit de l’univers de la Sonic Team.
Les ships ont été configurés dans deux catégories : les Peace Server et les Battle Server.
Dans les Peace Server, le joueur gagne peu d’expérience à chaque victoire. Tandis qu'il en gagne bien plus dans les Battle Server, mais à chaque défaite il peut aussi en perdre beaucoup.
L’expérience dans le jeu est très importante, car cela permet d’utiliser des cartes plus puissantes.

## Accueil
Phantasy Star Online Episode III a reçu généralement de bonnes critiques. GameSpot lui donna la note de 7.2, disant que ce n'est pas ce que les fans attendaient, mais que ça reste un bon jeu.
IGN lui donna la note de 8.5, disant que ce jeu est d'une bonne conception.
Le test de GameSpy donna 3 étoiles sur 5 en disant que le jeu a beaucoup d'éléments solides, mais rien d'exceptionnel.
GameRankings lui donne un score de 74.67%.